# Dorfschule Zeischa

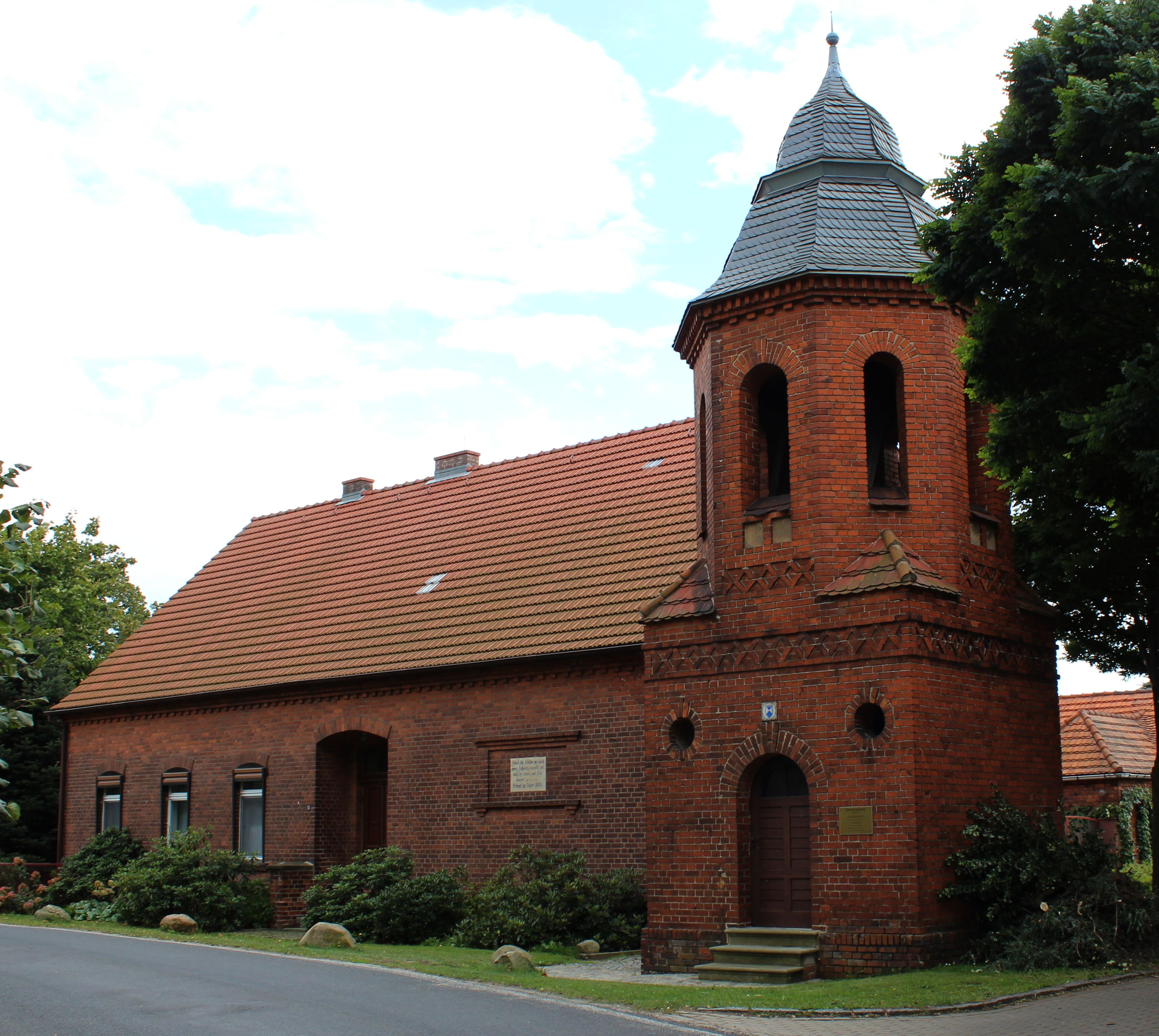
Einstige Dorfschule Zeischa mit Glockenturm

Das Gebäude der ehemaligen Dorfschule Zeischa und ein benachbarter Glockenturm befinden sich im Ortsteil Zeischa der Kurstadt Bad Liebenwerda im südbrandenburgischen Landkreis Elbe-Elster. Beide Backsteinbauten befinden sich heute unter Denkmalschutz. Die Backsteinbauten sind die markantesten Gebäude auf dem alten Zeischaer Dorfanger.

## Baubeschreibung- und geschichte

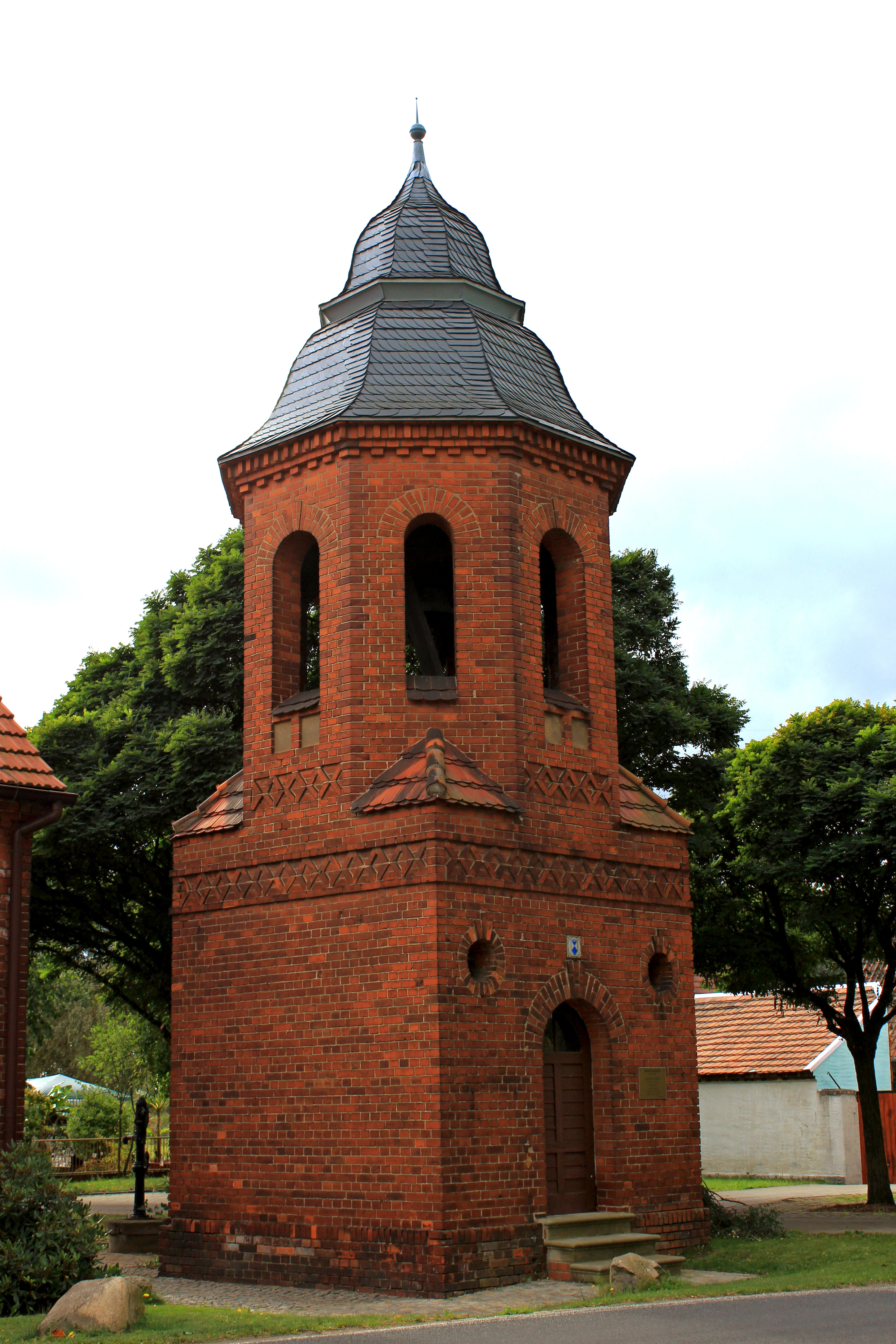
Glockenturm (nordwestliche Ansicht)

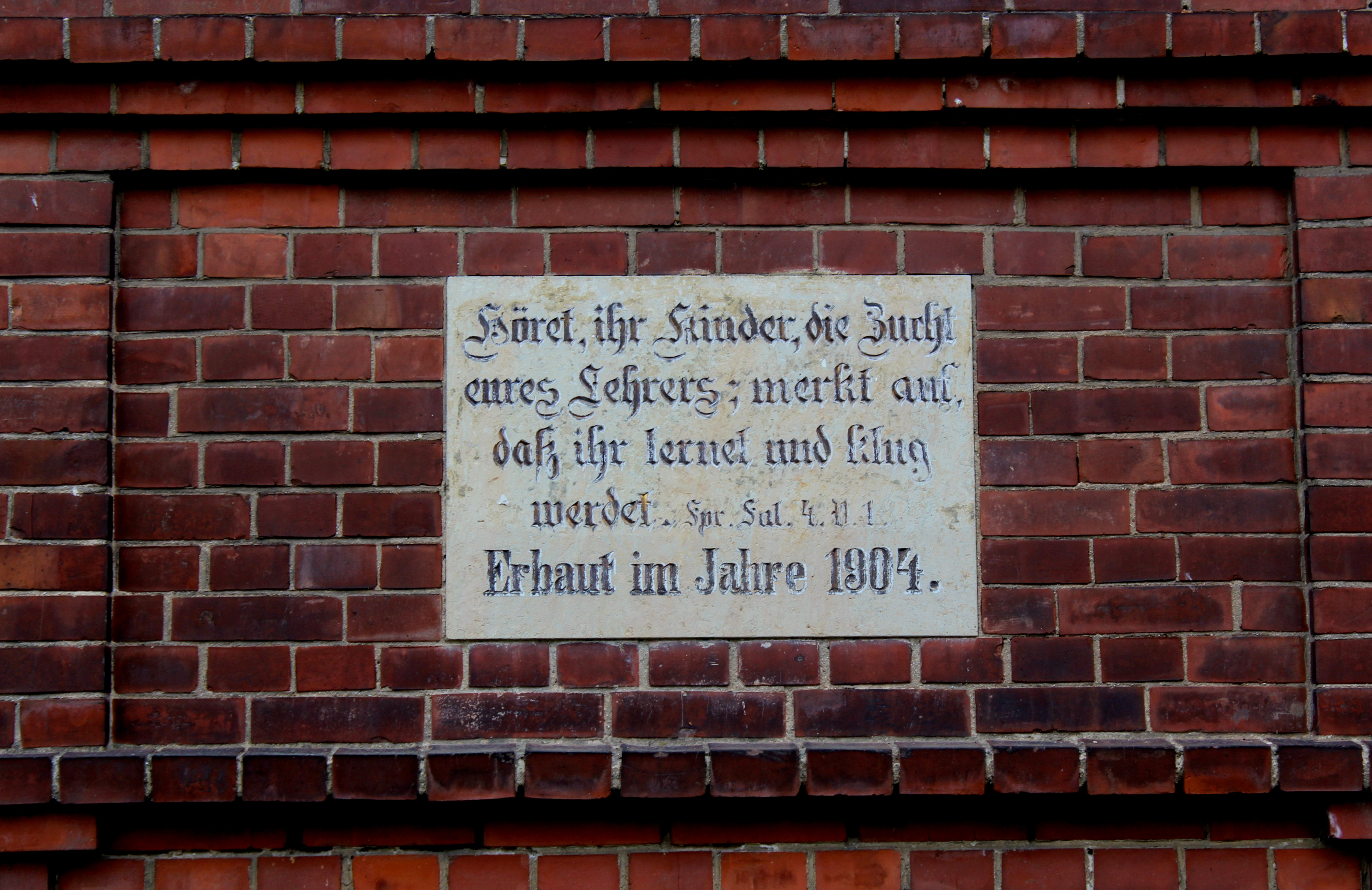
Gedenktafel an der Schule

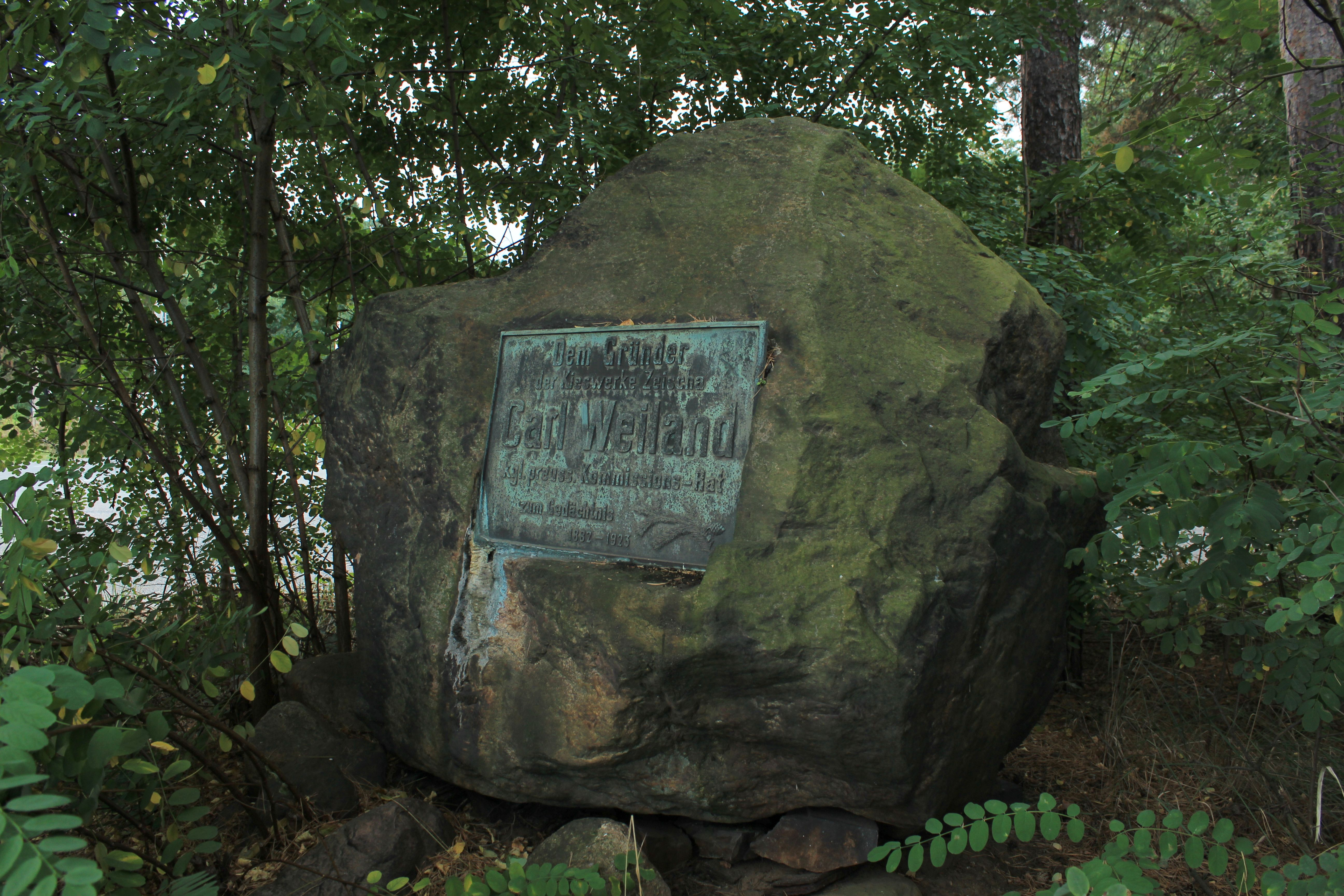
Gedenkstein für Carl Weiland

### Vorgängerbauten
Den ersten Schulunterricht im Dorf bekamen die Kinder des Ortes wohl ab Anfang des 19. Jahrhunderts. Er wurde im örtlichen Armen- und Hirtenhaus abgehalten. Ein mit Stroh gedecktes und mit Klapptüren versehenes Gebäude, welches man sich mit dem Zeischaer Gemeindehirten teilen musste.
Da die Zustände unhaltbar wurden, forderte die Regierung im Jahre 1826 den Bau eines neuen Schulhauses in Zeischa. Allerdings sollte die Gemeinde die dafür anfallenden Kosten überwiegend aus eigenen Kräften aufbringen, da seitens der Regierung auf Grund der Vielzahl ähnlicher Projekte keine größere finanzielle Zuwendung möglich war. Drei Jahre später waren die finanziellen Mittel von der Gemeinde beschafft und auch die Regierung hatte sich mit jeweils 50 Talern beteiligt. Nachdem ein mit 338 Talern veranschlagter Entwurf vom Königlichen Baumeister in Torgau aus baulichen Gründen noch abgelehnt worden war, begann schließlich der Schulbau nach der Einreichung eines zweiten Entwurfs. Allerdings betrugen die Kosten nun 441 Taler und noch im selben Jahr war der Bau vollendet. Der neue Kinderlehrer erhielt zunächst neben anderen Zuwendungen ein jährliches Gehalt von 54 Talern und 20 Groschen, was dann in den Folgejahren noch auf 84 Taler und 20 Groschen erhöht wurde.
1851 waren die Kosten für den Dorflehrer allerdings derart angestiegen, die Königliche Regierung forderte eine Aufstockung des Gehalts auf 120 Taler, dass sich die Gemeinde Zeischa eine eigene Lehrerstelle nicht mehr leisten konnte. Bis 1861 wurde die Zeischer Schule deshalb vom Lehrer der Nachbargemeinde Zobersdorf mitverwaltet, dann wurde die Schule schließlich ganz geschlossen und das Gebäude verkauft.
Die Kinder des Dorfes besuchten deshalb seither die Schule in Zobersdorf. Dabei mussten sie die beide Orte voneinander trennende Schwarze Elster überqueren, was bei auftretendem Hochwasser zu erheblichen Schwierigkeiten und Gefahren führte. Zum Teil mussten sie den weiten Weg über das Rittergut in Prieschka in Kauf nehmen, was oft zu erheblichen Verspätungen führte. Am 6. Dezember 1900 kam dann schließlich auch eines Kinder auf dem Schulweg ums Leben. Die sechsjährige Tochter des Baumschulenbesitzers Reichenbach ertrank nach einem Sturz ins Wasser.

### Neue Schule
Die Zobersdorfer Schule gelangte schließlich wegen steigender Schülerzahlen in beiden Ortschaften an die Grenze ihrer Kapazität. Bereits aufgenommene Verhandlungen über den Bau einer neuen Schule in Zeischa wurden aber mangels finanzieller Mittel im Jahre 1897 wieder abgebrochen. Drei Jahre später wurden diese dann allerdings nach dem Tod des Kindes wieder aufgenommen. Der Zeischaer Unternehmer Carl Weiland sicherte finanzielle Unterstützung für den Bau zu, indem er die veranschlagte Bausumme der Gemeinde lieh, 2000 Mark zum Bau beisteuerte und sich außerdem zur Zahlung von jährlich 10 Mark Schulgeld für die Kinder seiner Angestellten verpflichtete. Mit dem In-Aussicht-Stellen von 9550 Mark Baubeihilfe durch die königliche Regierung konnte die Schule schließlich errichtet werden. Sie wurde kurz nach dem Bezug durch den neuen Dorflehrer am 27. November 1904 eingeweiht.
1907 wurde unmittelbar neben der Zeischaer Schule ein Glockenturm errichtet. Für den Turm wurde wiederum roter Backstein verwendet. Und fast drei Jahre nach der Eröffnung der Schule folgte am 14. Juli 1907 die Weihung einer von Weiland beschafften und gespendeten Glocke. Diese Glocke stammt aus dem Jahre 1807 und wurde in der Glockengießerei Heinrich August Weinhold in Dresden gegossen.
Dem Unternehmer Weiland wurde nach seinem Tod nahe dem Bahnübergang an der Landesstraße 593 ein bis in die Gegenwart erhalten gebliebener Gedenkstein errichtet.
Auch diese Dorfschule wurde schließlich 1971 geschlossen und die Kinder des Ortes besuchten bis zu ihrer 2006 erfolgenden Schließung wieder die Schule in Zobersdorf. Seither werden die Zeischaer Kinder im städtischen Grundschulzentrum Robert Reiss in Bad Liebenwerda einschult.